# Maďarová
Maďarová (1 340 m n. m.) je hora ve Velké Fatře na Slovensku. Nachází se v systému rozsoch na severním konci liptovského hřebene. Leží kousek od turistického rozcestí Chabzdová mezi vrcholy Šiprúň (1443 m) na jihovýchodě, Čierňavský vrch (1318 m) na západě, Magura (1309 m) na severu a Chabzdová (1239 m) na severovýchodě. Jižní svahy spadají do údolí potoka Čierňava, severozápadní do údolí potoka Salatín a severovýchodní do údolí Bystrého potoka. Hora leží na území Národního parku Velká Fatra.

## Přístup
- po modré  turistické značce od rozcestí Chabzdová, pak po neznačené pěšině na vrchol